# Мид, Джон Герберт, 7-й граф Клануильям
Джон Герберт Мид, 7-й граф Клануильям (англ. John Herbert Meade, 7th Earl of Clanwilliam; 27 сентября 1919 — 24 декабря 2009) — англо-ирландский дворянин и военный.

## Биография
Родился 27 сентября 1919 года. Второй сын адмирала достопочтенного сэра Герберта Мида (1875—1964) и его жены Маргарет Изабель Фрэнсис Глин (1888—1977). Внук Ричарда Джеймса Мида, 4-го графа Клануильяма (1832—1907).
Его отец унаследовал имение Аппарк, графство Сассекс, в 1930 году и адаптировал дополнительную фамилию Фетерстонхау, и именно это поместье Джон считал своим домом.
Следуя военно-морским традициям своего отца и деда, он получил образование в Королевском военно-морском колледже в Дартмуте и в 1934 году отправился в плавание в звании гардемарина. В 1940 году его повысили с исполняющего обязанности младшего лейтенанта до сублейтенанта в Королевский флоте , но его военно-морская карьера внезапно оборвалась, когда в марте 1942 года он был отправлен в отставку. Последние годы Второй мировой войны он работал на военном заводе в Бирмингеме.
24 августа 1946 года он был удостоен звания младшего лейтенанта Королевского стрелкового корпуса. Однако его время в армии было несчастливым, и после Второй мировой войны он переехал в Южную Африку и руководил компанией по консервированию морских ушек. Джон Мид вернулся в Англию на коронацию королевы Елизаветы II, где служил швейцаром.
Он ушел в отставку из армии в ноябре 1953 года в почётном чине капитана.
Он жил в Тисбери, графство Уилтшир.
30 марта 1989 года после смерти своего двоюродного брата Джона Мида, 6-го графа Клануильяма (1914—1989), не оставившего после себя мужского потомства, Джон Мид унаследовал титулы 7-го графа Клануильяма (Пэрство Ирландии), 7-го виконта Клануильяма из графства Типперэри (Пэрство Ирландии), 5-го барона Клануильяма из графства Типперэри (Пэрство Великобритании), 7-го барона Гилфорда из Гилфорда в графстве Даун (Пэрство Ирландии) и 10-го баронета Мида из Баллинтаббера в графстве Корк, заняв своё место в Палате лордов Великобритании (как барон Клануильям). Он говорил на самые разные темы, в том числе на охрану почвы. Лорд Клануильям был политическим консерватором. В 2000 году он помог организовать микроавтобусное сообщение Tisbus для Тисбери.
Граф Клауильяма скончался 24 декабря 2009 года, и ему наследовал его единственный сын Патрик, носивший титул учтивости — лорд Гилфорд.

## Личная жизнь
В 1956 году Джон Герберт Мид женился на Максин Хайден-Скотт (11 апреля 1927 — 10 апреля 2004), дочери Джеймса Адриана Хайден-Скотта и бывшей жене Майкла Левина. У супругов было трое детей:
- Леди Ровена Кэтрин Мид (род. 2 апреля 1957), в 1991 году она вышла замуж за Патрика Джеймса Крайтона-Стюарта (род. 1954), от брака с которым у неё был один сын.
- Патрик Мид, 8-й граф Клануильям (род. 28 декабря 1960), преемник отца.
- Леди Таня Фрэнсис Мид (род. 6 октября 1963), в 1989 году она вышла замуж за Джеймса Алвина Комптона (род. 1953), от брака с которым у неё было двое детей.